# إيطاليا في دورة الألعاب البارالمبية الشتوية 2022

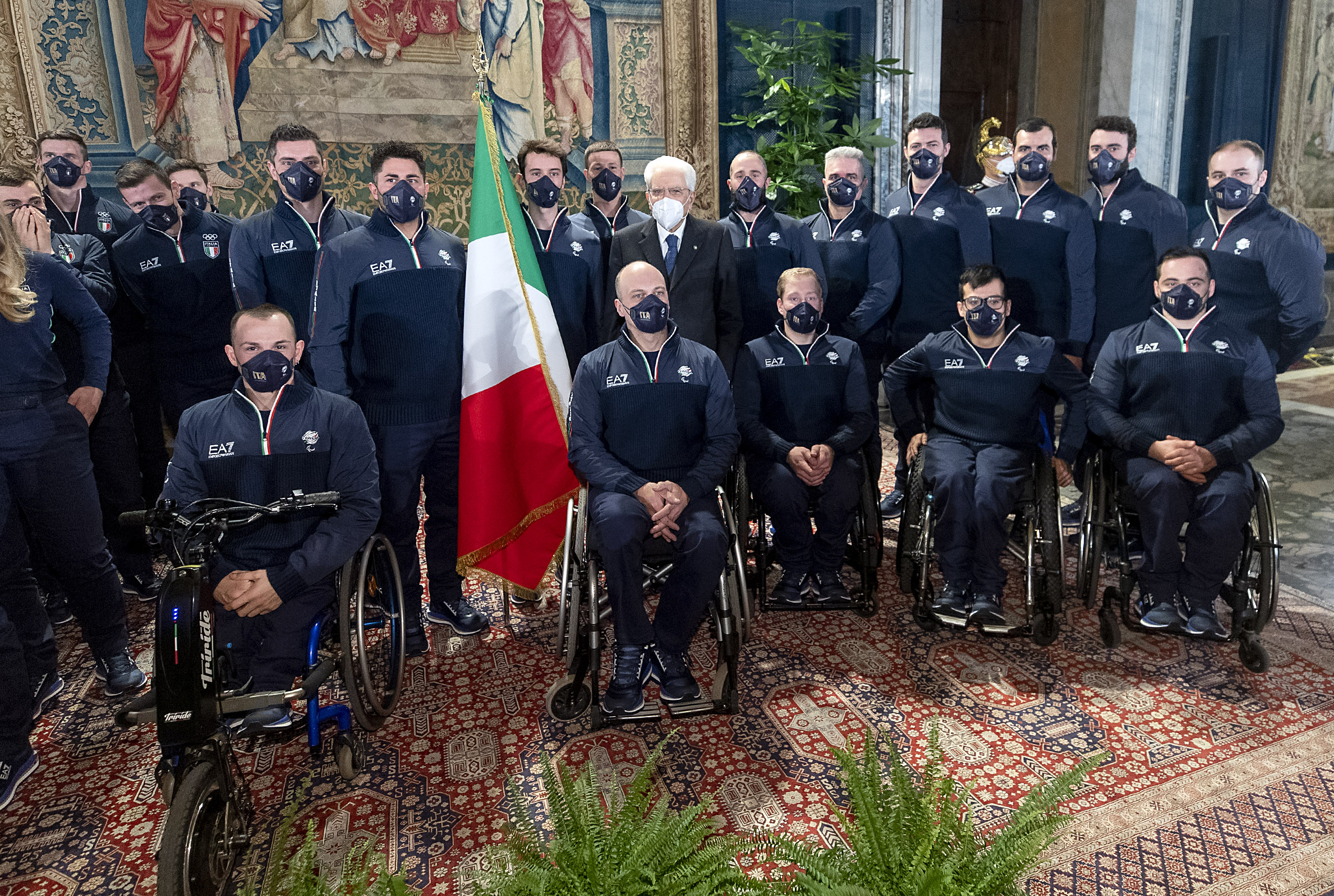
الرئيس سيرجيو ماتاريلا مع الفريق البارالمبي في حفل تسليم العلم الإيطالي

تنافست إيطاليا في دورة الألعاب البارالمبية الشتوية 2022 في بكين ، الصين، والتي أقيمت في الفترة من 4 إلى 13 مارس 2022.

## الحائزون على الميداليات
فاز الرياضيون الإيطاليون التاليون بميداليات في الألعاب. في أقسام التخصصات أدناه، أسماء الفائزين بالميداليات مكتوبة بخط عريض .
 

## مشاركون
32 في 4 رياضات. 4 رياضيين هم من النساء. 
| رياضة                                          | الرجال      | نحيف         | المجموع     |
| ---------------------------------------------- | ----------- | ------------ | ----------- |
| التزلج على الجليد الباراليبي                   | 4 + 1 أدلة  | دليل 2 + 2   | 6 + 3 أدلة  |
| التزلج الريفي على الثلج لذوي الاحتياجات الخاصة | 3           | 0            | 3           |
| هوكي الجليد البارالمبي                         | 17          | 0            | 17          |
| بارا سنوبورد                                   | 3           | 0            | 3           |
| المجموع                                        | 27 + 1 دليل | 2 + 2 مرشدين | 29 + 3 أدلة |

## التزلج على جبال الألب
تنافس أربعة رياضيين من الذكور واثنتان من الرياضيات، بالإضافة إلى ثلاثة مرشدين، في رياضة التزلج على جبال الألب لصالح إيطاليا،  بما في ذلك حامل علم البلاد في حفل الافتتاح، جياكومو بيرتاغنولي . 
الرجال

### نتائج التزلج الألبي – الألعاب البارالمبية الشتوية
| الرياضي / الدليل  | الحدث                 | التشغيل 1 | الترتيب | التشغيل 2 | الترتيب | المجموع | الترتيب |
| ----------------- | --------------------- | --------- | ------- | --------- | ------- | ------- | ------- |
| فيديريكو بيليزاري | المنحدر، واقف         | —         | —       | —         | —       | 1:19.73 | 12      |
|                   | السلالوم، واقف        | DNF       | —       | —         | —       | —       | —       |
|                   | التزلج العملاق، واقف  | 58.77     | 4       | 57.59     | 4       | 1:56.36 | 4       |
|                   | السوبر جي، واقف       | —         | —       | —         | —       | 1:14.70 | 18      |
|                   | السوبر المجتمعة، واقف | 1:15.15   | 13      | 40.74     | 3       | 1:55.89 | 5       |

| الرياضية / الدليل        | الحدث                       | التشغيل 1 | الترتيب | التشغيل 2 | الترتيب | المجموع | الترتيب |
| ------------------------ | --------------------------- | --------- | ------- | --------- | ------- | ------- | ------- |
| مارتينا فوزا             |                             |           |         |           |         |         |         |
| الدليل: إيلينيا سابيدوسي | المنحدر، ضعيف البصر         | —         | —       | —         | —       | DNF     | —       |
|                          | التزلج العملاق، ضعيف البصر  | 1:03.20   | 8       | 1:05.63   | 8       | 2:08.83 | 8       |
|                          | السلالوم، ضعيف البصر        | DNF       | —       | —         | —       | —       | —       |
|                          | السوبر المجتمعة، ضعيف البصر | DNF       | —       | —         | —       | —       | —       |
|                          | السوبر جي، ضعيف البصر       | —         | —       | —         | —       | DNF     | —       |

## التزلج الريفي على الثلج
تنافس ثلاثة رياضيين إيطاليين في التزلج الريفي على الثلج. 
الرجال

| الرياضي           | الحدث             | التأهيل | الترتيب  | نصف النهائي | الترتيب | النهائي  | الترتيب |
| ----------------- | ----------------- | ------- | -------- | ----------- | ------- | -------- | ------- |
| كريستيان تونينيلي | سباق 1.5 كم، جلوس | 3:20.99 | 24       | لم يتأهل    | —       | —        | —       |
|                   | 12.5 كم حر، واقف  | —       | —        | —           | —       | 41:28.5  | 16      |
| ميشيل بيغليوني    | سباق 1.5 كم، جلوس | 2:48.54 | 29       | لم يتأهل    | —       | —        | —       |
|                   | 10 كم، جلوس       | —       | —        | —           | —       | 40:56.0  | 25      |
|                   | 18 كم، جلوس       | —       | —        | —           | —       | 57:38.0  | 21      |
| جوزيبي روميل      | سباق 1.5 كم، جلوس | 2:24.46 | 8 (تأهل) | 2:57.6      | 4       | لم يتأهل | —       |
|                   | 10 كم، جلوس       | —       | —        | —           | —       | 31:42.5  | —       |
|                   | 18 كم، جلوس       | —       | —        | —           | —       | 48:03.3  | 5       |

التتابع
| الرياضيين                                     | حدث                               | أخير    | أخير |
| الرياضيين                                     | حدث                               | وقت     | رتبة |
| --------------------------------------------- | --------------------------------- | ------- | ---- |
| ميشيل بيغليوني جوزيبي روميل كريستيان تونينيلي | 4 سباقات تتابع مفتوحة بطول 2.5 كم | 34:04.7 | 10   |

## هوكي الجليد البارالمبي
تأهلت إيطاليا إلى بطولة التصفيات البارالمبية التي أقيمت في برلين، ألمانيا.  
ملخص
| فريق    | حدث          | الجولة التمهيدية       | الجولة التمهيدية       | الجولة التمهيدية | الجولة التمهيدية | ربع النهائي            | نصف النهائي             | المركز الخامس          | المركز الخامس |
| فريق    | حدث          | المعارضة نتيجة         | المعارضة نتيجة         | المعارضة نتيجة   | رتبة             | المعارضة نتيجة         | المعارضة نتيجة          | المعارضة نتيجة         | رتبة          |
| ------- | ------------ | ---------------------- | ---------------------- | ---------------- | ---------------- | ---------------------- | ----------------------- | ---------------------- | ------------- |
| إيطاليا | بطولة مختلطة | جمهورية التشيك · ل 0–5 | سلوفاكيا · فوز 2-1 GWS | الصين · ل 0–6    | 3 س              | كوريا الجنوبية · ل 0–4 | عدم القدرة على المطابقة | جمهورية التشيك · W 4–3 | 5             |

اللاعبون المختارون هم:
- أليساندرو أندريوني
- غابرييل أراودو
- برونو بالوسيتي
- كريستوف دي باولي
- أليكس إنديرلي
- ستيفان كافمان
- جوليان كاسلاتر
- غابرييل لانزا
- نيلز لارش
- أندريا ماكري
- روبرتو راديس
- ماتيو ريموتي مارنيني
- جيانلويجي روزا
- سانتينو ستيليتانو
- فرانشيسكو توريلا
- جيان لوكا كافاليير
- ستيفان كيرشباومر

الجولة التمهيدية 
| الترتيب | الفريق               | لُعب | فاز | فاز في الوقت الإضافي | خسر في الوقت الإضافي | خسر | له | عليه | الفارق | النقاط | التأهل       |
| ------- | -------------------- | --- | --- | -------------------- | -------------------- | --- | -- | ---- | ------ | ------ | ------------ |
| 1       | الصين (البلد المضيف) | 3   | 3   | 0                    | 0                    | 0   | 18 | 2    | +16    | 9      | ربع النهائي  |
| 2       | جمهورية تشيك         | 3   | 2   | 0                    | 0                    | 1   | 10 | 5    | +5     | 6      | —            |
| 3       | إيطاليا              | 3   | 0   | 1                    | 0                    | 2   | 2  | 12   | −10    | 2      | —            |
| 4       | سلوفاكيا             | 3   | 0   | 0                    | 1                    | 2   | 1  | 12   | −11    | 1      | تم الاستبعاد |

| التاريخ     | الوقت | الفريق 1     | النتيجة | الفترات         | الفريق 2 | الملعب                              |
| ----------- | ----- | ------------ | ------- | --------------- | -------- | ----------------------------------- |
| 5 آذار 2022 | 16:35 | جمهورية تشيك | 5–0     | (2–0، 2–0، 1–0) | إيطاليا  | الملعب الوطني الداخلي في بكين، بكين |

### تفاصيل المباراة:
| المرجع              |                                                         |
| ------------------- | ------------------------------------------------------- |
| حكم الساحة          | كينيث دانيلسن                                           |
| الحكمان المساعدان   | تيبور فازيكيش، دافيد نوتهيغر                            |
| حراس المرمى         | مارتن كوديلا (جمهورية تشيك) / غابرييلي أراودو (إيطاليا) |
| لاعب إيطاليا البارز | جوليان كاسلاتر                                          |

### الأهداف:
| التوقيت | النتيجة | المسجّل (صانعو الهدف)    | نوع الهدف              |
| ------- | ------- | ----------------------- | ---------------------- |
| 10:49   | 1–0     | كوبيش (فاغنر، راول)     | هدف في اللعب           |
| 12:36   | 2–0     | زيلينكا (دوليجال، راول) | هدف في اللعب           |
| 15:54   | 3–0     | بالات (كروبيتشكا، هابل) | هدف في اللعب           |
| 17:31   | 4–0     | هيتشكو (فاغنر)          | هدف في اللعب           |
| 36:35   | 5–0     | غاير (فاغنر، كوبيش)     | هدف في قوة إضافية (PP) |

### إحصائيات:
| الفريق       | العقوبات (دقائق) | التسديدات |
| ------------ | ---------------- | --------- |
| جمهورية تشيك | 6 دقائق          | 14        |
| إيطاليا      | 2 دقائق          | 11        |

### المباراة:
| التاريخ     | الوقت | الفريق 1 | النتيجة           | الفترات                                             | الفريق 2 | الملعب                              |
| ----------- | ----- | -------- | ----------------- | --------------------------------------------------- | -------- | ----------------------------------- |
| 6 آذار 2022 | 16:35 | إيطاليا  | 2–1 (ركلات ترجيح) | (0–0، 0–1، 1–0) (وقت إضافي: 0–0) (ركلات ترجيح: 1–0) | سلوفاكيا | الملعب الوطني الداخلي في بكين، بكين |

### تفاصيل المباراة:
| المرجع            |                                                                        |
| ----------------- | ---------------------------------------------------------------------- |
| حكم الساحة        | أوي لوثكه                                                              |
| الحكمان المساعدان | توني روندستروم، يان فانيك                                              |
| حراس المرمى       | غابرييلي أراودو، جوليان كاسلاتر (إيطاليا) / إدوارد ليباتشيك (سلوفاكيا) |

### الأهداف:
| التوقيت | النتيجة | المسجّل (صانعو الهدف) | نوع الهدف    |
| ------- | ------- | -------------------- | ------------ |
| 29:50   | 0–1     | كورمان (شتاشاك)      | هدف في اللعب |
| 39:03   | 1–1     | روزا (لارش)          | هدف في اللعب |

### ركلات الترجيح:
| إيطاليا          | سلوفاكيا |
| ---------------- | -------- |
| لارش             | شتاشاك   |
| ديباولي          | يوبّا     |
| روزا             | ليغدا    |
| لارش (حسم الفوز) | يوبّا     |

### إحصائيات:
| الفريق   | العقوبات (دقائق) | التسديدات |
| -------- | ---------------- | --------- |
| إيطاليا  | 2 دقائق          | 24        |
| سلوفاكيا | 4 دقائق          | 12        |

### المباراة:
| التاريخ     | الوقت | الفريق 1 | النتيجة | الفترات         | الفريق 2 | الملعب                              | الحضور الجماهيري |
| ----------- | ----- | -------- | ------- | --------------- | -------- | ----------------------------------- | ---------------- |
| 8 آذار 2022 | 16:35 | إيطاليا  | 0–6     | (0–4، 0–2، 0–0) | الصين    | الملعب الوطني الداخلي في بكين، بكين | 1,224            |

### تفاصيل المباراة:
| المرجع            |                                                             |
| ----------------- | ----------------------------------------------------------- |
| حكم الساحة        | ياكوب غرومسن                                                |
| الحكمان المساعدان | توني روندستروم، يان فانيك                                   |
| حراس المرمى       | جوليان كاسلاتر، غابرييلي أراودو (إيطاليا) / وانغ وي (الصين) |

### الأهداف:
| التوقيت | النتيجة | المسجّل (صانعو الهدف) | نوع الهدف                    |
| ------- | ------- | -------------------- | ---------------------------- |
| 00:16   | 0–1     | وانغ ز. (شين)        | هدف في اللعب                 |
| 02:41   | 0–2     | باي (وانغ ز.)        | هدف في اللعب                 |
| 03:52   | 0–3     | تشيو (لي، تيان)      | هدف في اللعب                 |
| 12:08   | 0–4     | هو (تيان)            | هدف في تفوق عددي مزدوج (PP2) |
| 17:42   | 0–5     | وانغ ز. (تيان، لي)   | هدف في اللعب                 |
| 25:23   | 0–6     | تشيو (ليو)           | هدف في اللعب                 |

### إحصائيات:
| الفريق  | العقوبات (دقائق) | التسديدات |
| ------- | ---------------- | --------- |
| إيطاليا | 22 دقيقة         | 1         |
| الصين   | 10 دقائق         | 25        |

Para ice hockey at the 2022 Winter Paralympics
ربع النهائي

### المباراة:
| التاريخ     | الوقت | الفريق 1       | النتيجة | الفترات         | الفريق 2 | الملعب                              | الحضور الجماهيري |
| ----------- | ----- | -------------- | ------- | --------------- | -------- | ----------------------------------- | ---------------- |
| 9 آذار 2022 | 16:35 | كوريا الجنوبية | 4–0     | (1–0، 1–0، 2–0) | إيطاليا  | الملعب الوطني الداخلي في بكين، بكين | 1,206            |

### تفاصيل المباراة:
| المرجع            |                              |
| ----------------- | ---------------------------- |
| حكم الساحة        | بوبي إسبوزيتو                |
| الحكمان المساعدان | مات فيرغنبوم، أندرياس لوندين |
| حارس مرمى كوريا   | تشوي هيوك-جون                |
| حارس مرمى إيطاليا | غابرييلي أراودو              |

### الأهداف:
| التوقيت | النتيجة | المسجّل (صانعو الهدف)   | نوع الهدف                  |
| ------- | ------- | ---------------------- | -------------------------- |
| 03:30   | 1–0     | جانغ د.                | هدف في اللعب               |
| 25:53   | 2–0     | جونغ (جانغ د.، لي جو.) | هدف في اللعب               |
| 30:25   | 3–0     | لي جو. (جونغ)          | هدف في اللعب               |
| 42:38   | 4–0     | جانغ د. (جانغ ج.)      | هدف في المرمى الخالي (ENG) |

### إحصائيات:
| الفريق         | العقوبات (دقائق) | التسديدات |
| -------------- | ---------------- | --------- |
| كوريا الجنوبية | 10 دقائق         | 17        |
| إيطاليا        | 12 دقيقة         | 15        |

مباراة المركز الخامس

### المباراة:
| التاريخ      | الوقت | الفريق 1     | النتيجة           | الفترات                              | الفريق 2 | الملعب                              |
| ------------ | ----- | ------------ | ----------------- | ------------------------------------ | -------- | ----------------------------------- |
| 11 آذار 2022 | 16:05 | جمهورية تشيك | 3–4 بعد وقت إضافي | (0–0، 1–1، 2–2) (الوقت الإضافي: 0–1) | إيطاليا  | الملعب الوطني الداخلي في بكين، بكين |

### تفاصيل المباراة:
| المرجع            |                           |
| ----------------- | ------------------------- |
| حكم الساحة        | بوبي إسبوزيتو             |
| الحكمان المساعدان | لويس بيلين، تيبور فازيكيش |
| حارس مرمى تشيك    | ميخال فابينكا             |
| حارس مرمى إيطاليا | جوليان كاسلاتر            |

### الأهداف:
| التوقيت | النتيجة | المسجّل (صانعو الهدف) | نوع الهدف                   |
| ------- | ------- | -------------------- | --------------------------- |
| 24:11   | 0–1     | روزا (ماكري)         | هدف في تفوق عددي (PP)       |
| 27:24   | 1–1     | أوهار (فيسلي، بالات) | هدف في تفوق عددي (PP)       |
| 37:05   | 2–1     | نوفوتني              | ركلة جزاء (PS)              |
| 40:48   | 2–2     | روزا (لارش، ديباولي) | هدف في اللعب                |
| 44:15   | 3–2     | غاير (نوفوتني، راول) | هدف في اللعب                |
| 44:48   | 3–3     | ماكري (روزا)         | هدف أثناء تبديل الحارس (EA) |
| 51:47   | 3–4     | ديباولي (ماكري)      | هدف الفوز في الوقت الإضافي  |

### إحصائيات:
| الفريق       | العقوبات (دقائق) | التسديدات |
| ------------ | ---------------- | --------- |
| جمهورية تشيك | 8 دقائق          | 19        |
| إيطاليا      | 8 دقائق          | 18        |

## التزلج على الجليد
تنافس ثلاثة رياضيين لصالح إيطاليا في رياضة التزلج على الجليد. 
التعرج المائل

### نتائج التزلج المتعرج المنحدر للرجال – فئة الإعاقة في الأطراف العلوية.
| الرياضي         | الحدث                                | الجولة 1 | الجولة 2 | الأفضل  | الترتيب |
| --------------- | ------------------------------------ | -------- | -------- | ------- | ------- |
| جاكوبو لوتشيني  | التزلج المتعرج المنحدر للرجال، SB-UL | 1:11.60  | 1:10.28  | 1:10.28 | 5       |
| ريكاردو كارداني | التزلج المتعرج المنحدر للرجال، SB-UL | 1:12.89  | 1:13.25  | 1:12.89 | 10      |
| ميركو مورو      | التزلج المتعرج المنحدر للرجال، SB-UL | 1:13.17  | 1:12.95  | 1:12.95 | 11      |

### النتائج – التزلج على الثلج (فئة SB-UL للرجال)
| الرياضي         | الحدث                          | الجولة 1 | الجولة 2 | الأفضل  | الترتيب التمهيدي | ربع النهائي | نصف النهائي   | النهائي | الترتيب النهائي |
| --------------- | ------------------------------ | -------- | -------- | ------- | ---------------- | ----------- | ------------- | ------- | --------------- |
| جاكوبو لوتشيني  | التزلج على الثلج للرجال، SB-UL | 1:03.34  | 1:22.14  | 1:03.34 | 5 (تأهّل)         | 2 (تأهّل)    | 3 (النهائي ب) | 2       | 6               |
| ريكاردو كارداني | التزلج على الثلج للرجال، SB-UL | 1:07.92  | 1:08.29  | 1:07.92 | 13 (تأهّل)        | 3           | لم يتأهّل      | —       | —               |
| ميركو مورو      | التزلج على الثلج للرجال، SB-UL | 1:07.64  | 1:06.27  | 1:06.27 | 12 (تأهّل)        | 4           | لم يتأهّل      | —       | —               |

أسطورة التأهل: الاتحاد الإنجليزي لكرة القدم – التأهل إلى دور الميداليات؛ الاتحاد الإنجليزي لكرة القدم – التأهل إلى دور التعزية